# Jan Schepens (acteur)
Jan Schepens (Mechelen, 26 september 1970) is een Vlaams acteur, die opgroeide in Sint-Martens-Latem en onder meer bekend is als de 'bad guy' Pierre Vinck in de televisieserie Thuis en als Jo Bervoets, een bedrijfsleider in serie Familie.
Hij studeerde af als graduaat informatica in Gent en als licentiaat in de Dramatische Kunsten aan het Koninklijk Conservatorium te Brussel. 
Schepens is getrouwd met presentatrice Katja Retsin. Samen hebben zij twee dochters en een zoon.

## Overige rollen en werkzaamheden

### Musical
- Les Misérables, waar hij in het ensemble zat en understudy was voor de rol van Marius en Enjolras
- Company, bij het Koninklijk Ballet van Vlaanderen
- The Hired Man, als John en waarvoor hij in 2001 de John Kraaijkamp Musical Award voor beste mannelijke hoofdrol ontving
- Rol van Petrus in de concertvoorstellingen van Jesus Christ Superstar
- Merrily we roll along, 2004
- Bloedbroeders (Studio 100), eind 2004
- Mamma Mia! (maart-juli 2006), waarin hij de rol van Sam, een van de drie mogelijke vaders van Sophie, vertolkte
- Beauty and the Beast (2007, 2016), waarin hij de rol van het Beest vertolkte
- The Last Five Years, waarvoor hij in 2008 de Vlaamse Musicalprijs voor beste mannelijke hoofdrol ontving
- De 3 Biggetjes, een Studio 100-musical waarin hij de rol van wolf Willy vertolkte en waarin K3 de hoofdrol vertolkte
- Pinokkio, waar hij Understudy (invaller) was voor de rollen van Fox en Gepetto in de Studio 100-musical , maar waarin hij echter nooit heeft hoeven invallen
- Evita (musical) waarin hij de rol van Ché Guevara vertolkte in België (2008)
- Elisabeth, waarin hij de rol van Luigi Lucheni, de moordenaar van Elisabeth, vertolkte
- Camelot, als Lancelot (openluchtproductie aan het Donkmeer)
- Ben X, de musical, als leerkracht godsdienst en understudy vader
- '14-'18, de musical, als understudy Sergeant Dedecker
- Muerto!, als Cataldo
- Kiss me, Kate!, als Fred Graham/Petruchio
- The Little Mermaid, als Slijmbol (2017)
- Dolfje Weerwolfje, als Opa Weerwolf (2018)
- Rubens (musical), als Peter Paul Rubens (2018)
- '40-'45, de musical, als Emiel Segers (understudy), De Grauwe & ensemble (2018 - 2022)
- Daens, de musical, als Pieter Daens en understudy van Adolf Daens (2020 - 2022)
- Red Star Line, als Jef (2023 - 2024)
- Mamma Mia (2025), als Sam
- Bucket List (2025), als mr. Leon

### Televisie
- Pianist en zanger in De Notenclub
- Kandidaat bij Het Swingpaleis
- Nam samen met een collega van De Notenclub twee Nederlandstalige singles op (één daarvan was een door Katja Retsin gemaakte vertaling van Angels van Robbie Williams)
- Nam met Danny Wuyts, met wie hij ook een theatertour deed, de ballad Without Love op, waarmee zij de 4e plaats behaalden op het Belgisch Nationaal Songfestival
- Gastrol in de populaire komische televisieserie F.C. De Kampioenen, als Stijn Dierickx, de psychisch gestoorde ex van Bieke
- Vormde in het programma 'Just The Two Of Us'  een 'zangduo' met Kathy Pauwels
- Masterchef
- Nasynchronisatie van de tekenfilm De Klokkenluider van de Notre Dame (Vlaamse versie): rol van Quasimodo
- Gastrol in de populaire dramaserie Gooische Vrouwen, als internationale zanger Jean-Louis Jaouily
- Manuel Santiago (vader van Mila) in Ghost Rockers

### Muziek
- Zat in de videoclip van K3 - Wat ik Wil
- Nam samen met Danny Wuyts, een collega van De Notenclub, twee Nederlandstalige singles op (één daarvan was een door Katja Retsin gemaakte vertaling van Angels van Robbie Williams)
- Nam met Danny Wuyts, met wie hij ook een theatertour deed, de ballad Without Love op, waarmee zij de 4e plaats behaalden in de preselectie voor het Eurovisiesongfestival 2002
- Vormde samen met Peter Vanlaet de groep "Mama's Jasje".
- Zanger in kinderliedjesboek "Speel je mee" (2017) van Roodneus.